# Renato Pelado
Renato Peres Barrio (Santos, 5 de março de 1965), mais conhecido pelo seu nome artístico Renato Pelado, é um músico e DJ brasileiro.
Renato Pelado é conhecido por ser o baterista original da banda de rock brasileiro Charlie Brown Jr., com a qual tocou desde sua formação, em 1992 a 2005. Durante esse período gravou 7 discos com a banda.
Já foi também baterista da banda de death metal Vulcano, onde gravou o primeiro disco da banda.

## Biografia

### Carreira

#### Começo
Se interessou pela música graças à vitrola que o pai tinha em casa, e os primeiros discos que comprou foram do KISS e do Kansas. A partir da adolescência, ele passou longos anos tocando MPB em bares de Santos, enquanto iniciava sua carreira autoral no rock ao lado da banda Vulcano, parte importante da cena de Death Metal no litoral paulista.
Antes de entrar para o Charlie Brown, Pelado tocava com Marcão em outra banda chamada Last Joker. Conta ele que Chorão estava vendo um show, chegou perto da bateria e disse: "Pô, um dia a gente vai tocar junto!". Algum tempo depois, essa banda acabou e junto, acabou também a banda de Thiago Castanho, e o Charlie Brown também tinha acabado pois os guitarristas e o baterista tinham saído da banda. E já que precisavam de baterista, Chorão o convidou para tocar e ele aceitou, pois já tinha gostado das fitas demo que Chorão havia mostrado para ele. O Charlie Brown precisava de outro guitarrista (Marcão nessa época já estava na banda) o primeiro nome em mente foi Thiago Castanho que já era amigo de Pelado, pois já haviam tocado juntos também. Com isso surgiu a primeira formação do Charlie Brown Jr.

#### Charlie Brown Jr
Com composições já próprias, Pelado também ajudava nas letras, como "Tudo que Ela Gosta de Escutar" e "O Coro Vai Comê!". A banda ralou bastante até alcançar o sucesso. Gravaram duas fitas demo, mas somente a terceira chegou até o produtor musical Rick Bonadio, que gostou do trabalho do grupo e resolveu investir. 
A banda foi crescendo até ser contratada pela gravadora Virgin. O primeiro álbum, Transpiração Contínua Prolongada, foi lançado em junho de 1997, e teve boa aceitção da mídia. 
Em 1999 vem o álbum Preço Curto... Prazo Longo, que ganharam boa recepção da banda e garantiram sua presença nas rádios. Apesar das dificuldades a banda continuou em Nadando com os Tubarões, lançado em 2000. O disco apresentou uma sonoridade mais produzida e carregada se comparado aos dois primeiros álbuns, e também com algumas letras maduras com questões não abordadas pela banda. No fim do ano, o Charlie Brown Jr. decidiu, junto com outras bandas, não participar do Rock in Rio por discordar do tratamento dispensado às bandas nacionais. No mesmo ano, porém, a banda vence o VMB, levando o prêmio "Escolha da Audiência" pelo clipe de "Rubão". 
Como um quarteto, o Charlie Brown Jr. assinou com a EMI para lançar 100% Charlie Brown Jr. - Abalando a Sua Fábrica no final do ano, com canções totalmente inéditas. Nesse álbum o grupo focou-se mais no rock e no hardcore, deixando um pouco de lado suas outras influências. Ao contrário do que fizeram nos 3 primeiros discos, optaram por gravar o novo trabalho ao vivo (método em que todos os músicos tocam ao mesmo tempo no estúdio), resultando em uma sonoridade mais crua. 
O título do quinto álbum, Bocas Ordinárias, se apropriou de uma expressão lusitana, devido ao sucesso do grupo em apresentações realizadas em Portugal. Para este disco a banda optou por uma sonoridade mais polida, diferente do disco anterior. 
Em 2003, o Charlie Brown Jr. decidiu gravar um Acústico MTV. O disco os consagra no Rock brasileiro e foi marcado pelo grande sucesso de vendas e mídia. 
Após mais de dois milhões de álbuns vendidos, o Charlie Brown Jr. lança em 2004 o sétimo disco da carreira, Tâmo Aí Na Atividade, nessa época a banda já estava desgastada com a rotina de turnês. 

#### Saída da banda e atualmente
Em 2005, o Charlie Brown Jr tira férias sem data para voltar. O desgaste dos integrantes com turnês e desentendimento entre eles, levou-os a dar um "ar" na cabeça para resfriar as coisas. Cada um foi pro seu canto, Pelado volta pra Santos e começa discotecar em boates nessa época. Quando a banda volta ele, Champignon e Marcão saem da banda, alegando desentendimentos com Chorão e o empresário.
| “ | Aos nossos queridos Fãs Vocês acompanharam e iluminaram toda a nossa caminhada, mudaram nossas vidas e nos deram todas as alegrias. Nós devemos tudo a vocês e jamais esqueceremos disso, mas sentimos que a nossa caminhada com CBJR chegou ao fim. Para nós nada vai superar as boas lembranças, os shows, o carinho com que vocês sempre nos acolherem, mas por divergências de ideais profissionais estamos nos desligando da banda Charlie Brown Jr. e também falar que o show não para e que com certeza faremos trabalhos juntos ou individualmente porque a música corre na veia dos quatro e isso vem em primeiro lugar nas nossas vidas, assim como vocês. Nós, Champignon, Pelado, e Marcão desejamos sorte ao Chorão na sua nova empreitada | ” |

Numa entrevista na época da saída, Pelado declarou que "a gente já não se entendia há algum tempo", explicando que Chorão tinha uma tendência a centralizar e eventualmente se distanciar dos outros membros. 
Após sair da banda, Renato se tornou DJ em boates, e em 2011 se converteu à Igreja Bola de Neve.
Em 2013, compareceu ao funeral fechado de Chorão após sua morte por overdose. Renato não falava com o cantor há mais de 4 anos.

### Características musicais

#### Estilo e influências
Seu estilo de tocar é bastante característico. É notável a influência por ritmos de reggae. Nos primeiros discos do Charlie Brown Jr. sua bateria tem afinação alta, com som agudo típico de bateria de grupos de reggae. Pelado costuma tocar rimshots com frequência e faz uso de sidestick (técnica de bateria com a qual se toca no aro da caixa com a baqueta deitada) em diversas músicas do Charlie Brown Jr., como "Quinta-feira", "Zóio de Lula", "Papo Reto" e "Não deixe o mar te engolir". Ele faz bastante uso de aberturas e acentuações no chimbal, assim como o uso de toques duplos, em diversas levadas. Outra característica de Pelado é o uso de percussão em seu kit de bateria. O uso de timbales pode ser notado na introdução da música "Zóio de Lula", e em outras músicas ele faz uso de cowbells. Apesar de ser conhecido por tocar rock com influências de punk rock, hardcore e reggae, Pelado já comentou ter entre suas influências o baterista Neil Peart, do grupo de rock progressivo Rush.

## Discografia

### ComVulcano
- 1986 - Bloody Vengeance

### Com oCharlie Brown Jr

#### Fita Demo
- 1995 - Charlie Brown Jr.

| - 1997 - Transpiração Contínua Prolongada - 1999 - Preço Curto... Prazo Longo - 2000 - Nadando com os Tubarões - 2001 - 100% Charlie Brown Jr. (Abalando a sua Fábrica) - 2002 - Bocas Ordinárias - 2004 - Tâmo Aí na Atividade | - 2003 - Acústico MTV - 2002 - Ao Vivo - 2003 - Acústico MTV - 2004 - Na Estrada |

### Participações especiais
- 2008 - Contra Insetos Parasitas - Participação nas músicas Linha de Montagem e É Tudo TH6.[6]